# PGC 31693
LEDA/PGC 31693, auch UGC 5797, ist eine irreguläre Zwerggalaxie vom Hubble-Typ dIm mit ausgedehnten Sternentstehungsgebieten im Sternbild Sextant am Nordsternhimmel. Sie ist schätzungsweise 26 Millionen Lichtjahre von der Milchstraße entfernt.